# Наш дом Израиль
Наш дом Израиль (ивр. ישראל ביתנו‎ — Исраэ́ль бейте́ну, аббревиатура — НДИ) — политическая партия Израиля правой направленности.
Партия была образована в январе 1999 года. Лидером партии и её создателем является Авигдор Либерман.
В программе партии поддерживается принятие Конституции и введение института гражданского брака. Партия декларирует заботу о правах граждан и борьбу с дискриминацией репатриантов. Выступает за приём присяги на верность Государству Израиль всеми гражданами страны, и за лишение гражданства лиц, «отказывающихся присягнуть на верность государству, в котором они проживают». Также НДИ выступает за льготы для граждан, прошедших армейскую или гражданскую альтернативную службу.

## История
НДИ получила на своих первых выборах в Кнессет в 1999 году 4 мандата. В правительстве Ариэля Шарона (с марта 2001 года) партия получила один из главных министерских портфелей. В 2002 году, из-за несогласия с политикой Ариэля Шарона, партия вышла из правительства.
В преддверии новых выборов Авигдор Либерман создал правый блок состоящий из партии НДИ и небольших партий правого направления Моледет и Ткума. Этот блок на выборах в Кнессет в январе 2003 года получил 7 мандатов. С 28 февраля 2003 года блок вошёл в правительство Ариэля Шарона, двое депутатов от этого блока получили министерские портфели. В середине 2004 года партия покинула коалицию.
На выборах 2006 года партия получила 11 мандатов.
По результатам выборов 2009 года стала третьей по величине партией в Израиле получив 15 мандатов.
Партия НДИ вошла в правительство Бениамина Нетаньяху. Согласно коалиционным соглашениям, лидер партии Авигдор Либерман получил пост министра иностранных дел Израиля.

## Кредо партии
С первых дней своего существования партия поддерживает сионистские либеральные взгляды, которые нашли отражение в трудах Биньямина Зеэва Герцля, Зеэва Жаботинского и послужили основой для создания Декларации независимости Израиля. На протяжении многих лет, несмотря на изменения в моде, дискурсе и политических факторах, партия придерживается этих принципов и ставит их во главу угла своей деятельности. Это происходит как на руководящих должностях в правительстве, так и в оппозиции, независимо от того, пользуются ли позиции НДИ широкой поддержкой или партия должна бороться за них. «Наш дом Израиль», видит себя альтернативой власти и будет стремиться к созданию широкой правительственной коалиции, которая объединит правые и центристские партии, но без ортодоксальных партий.
Определяя будущее Государства Израиль, партия придерживаемся широкой концепции, которая обеспечивает решения проблем и чаяний каждого гражданина страны. Это видение затрагивает основные вопросы существования израильского общества, такие как безопасность, экономика, отношения между религией и государством, форма правления, образование, благополучие, алия и интеграция и многие другие аспекты.

### Безопасность
Национальная безопасность является высшим приоритетом усилий государства с учётом реальности угроз самому существованию страны, её целостности и безопасности граждан. Государство Израиль — региональная сверхдержава. Чтобы враги не ставили под сомнение этот факт, должна быть принята новая доктрина, основанная на предотвращении угроз, которые не были устранены в ходе урегулирования. Государство Израиль обязано предвидеть угрозы и быть инициатором действий для собственной безопасности, а не просто реагировать на действия врага, как сегодня.
Хотя на данном этапе за эту политику приходится платить, в конечном итоге она принесёт безопасность, мир и стабильность, которых здесь не было. Военная мощь, сдерживание и устойчивость Израиля важны для безопасности сейчас и открывают возможность для мира в будущем. Основные компоненты безопасности включают:
- Строгое соблюдение качественного превосходства ЦАХАЛа перед любой другой армией на Ближнем Востоке.
- Концепция безопасности, основанная на надежном и ощутимом факторе сдерживания, инициативе и готовность к инициативам (предварительный удар, включая превентивную войну).
- Создание ракетных войск для поддержки готовности Военно-воздушных сил, на которой в настоящее время базируется мощь ЦАХАЛа. Создание такого корпуса даст ЦАХАЛу возможность наносить решающие удары по любой точке в отдаленных странах, с которыми у нас нет общей границы.
- Определение нанесения серьезного ущерба нашему тылу посредством высокоточного оружия (количество которого в нашем регионе постоянно увеличивается) как базовой угрозы существованию государства – наряду с ядерной, химической и биологической.
- Сохранение модели народной армии и исторической роли ЦАХАЛа как «плавильного котла» израильского общества.
- Принятие закона об обязательной службе для каждого молодого человека и девушки старше 18 лет и создание отдельной системы для ультраортодоксов и представителей меньшинств в рамках Командования тылом или национальной гражданской службы.
- Определение оборонного бюджета на уровне 6% от ВВП. Оборонный бюджет не может быть предметом политического торга между премьер-министром и министрами обороны и финансов.
- Принятие отчета Шамгара в качестве единственной основы для всех будущих сделок по обмену пленными и пропавшими без вести.
- Укрепление инфраструктуры оборонной промышленности для разработки перспективных боевых систем и технологий.
- Передача ответственности за выполнение закона о национальной гражданской службе в ведение Командованию тылом с целью предотвращения ситуаций, в которых национальная служба будет политическим «приданым» в коалиционных соглашениях, как это происходит в настоящее время.

### Экономика и потребление
Государство Израиль должно и может стать одной из самых процветающих стран в мире с высоким качеством жизни, которое привлечет еврейскую диаспору. Сегодня (2020) Израиль находится в тяжелом экономическом кризисе из-за эпидемии коронавируса. Острый экономический кризис не может быть решен с помощью свободного рынка: необходимы огромные государственные инвестиции в национальные инфраструктурные проекты. Кроме того, независимо от текущего кризиса, занятость должна быть увеличена за счет включения других секторов. Когда ультраортодоксы, арабы и другие меньшинства в стране выйдут на рынок труда, они превратятся из потребителей в творцов, тем самым увеличив доходы государства. Для выхода из кризиса и оздоровления экономики необходимо предпринять следующие шаги:
- Компенсация фиксированных расходов предприятиям в соответствии с уменьшением оборота их деятельности (по схеме, работавшей после Второй ливанской войны и операции «Нерушимая скала»)
- Переход к антикризисной модели «гибкого неоплачиваемого отпуска», подразумевающего гранты предприятиям, продолжающим задействовать своих работников хотя бы на неполную ставку.
- Облегчение ведения бизнеса и снятие бюрократических препон путем введения заявительного порядка лицензирования предприятий: разрешение на ведение бизнеса – сразу после подачи заверенной адвокатом декларации о соблюдении необходимых условий.
- Предоставление юридическим лицам льгот при уплате муниципального налога, который будет скорректирован с учетом оборота предприятий.
- Инвестиции в железнодорожную ветку, которая соединит новый центр тренировочных баз ЦАХАЛа, Ликит, Арад и Беэр-Шеву, что позволит жителям этого района быстро и удобно добираться до центра страны.
- Расширение 90-го шоссе и превращение его в двухполосную магистраль в обе стороны от Эйлата до Кирьят-Шмоны.
- Перевод баз военной разведки в район Ликит.
- Реализация плана защиты населенных пунктов севера страны от угроз безопасности и опасности землетрясений.
- Предоставление кредитов всем предприятиям и компаниям на сумму, равную совокупному обороту за последние четыре месяца 2019 года на основании аудиторской декларации каждой компании. Погашение кредитов начнется 1 января 2021 года, для предприятий, которые не вернутся к своему обычному уровню доходов в течение указанного периода, разница в суммах превратится в грант. Размер гранта будет определен на основании аудиторской декларации компании об убытке в обороте за 2020 год.
- Принятие закона об обязательном арбитраже, который станет средством разрешения трудовых споров в государственных учреждениях, государственных и общественных корпорациях, а также в отраслях, забастовка в которых оказывает обременительное влияние на жизнь всего общества (например, медицина и образование).
- Обеспечение граждан доступным жильем. Стоимость приобретения квартиры по отношению к средней заработной плате в Израиле – одна из самых высоких в мире для покупки квартиры по отношению к средней фактической заработной плате. По показателю доступности жилья Израиль занимает 75-е место из 115. Человеку со средним доходом для покупки средней квартиры требуется зарплата за 19 лет: это в 4,5 раза больше, чем в США. Одной из шагов к решению проблемы являются позитивные меры выравнивания для граждан, отслуживших в армии или прошедших альтернативную службу, работающих и зарабатывающих (работающих вдвоем минимум на ставку с четвертью), в виде предоставления льготной ипотеки на покупку первой квартиры в размере 90% от ее стоимости. Такие меры расширили бы возможности молодых пар, приобретающих свою первую квартиру на рынке вторичного жилья.

### Форма правления и восстановление общественного доверия к органам государственной власти
Существующая система правления затрудняет эффективное управление и заставляет людей терять доверие к своим избранным представителям. Партия будет работать над укреплением способности демократических институтов управлять страной и восстановить доверие людей к правительству, среди прочего, посредством следующих шагов:
- Принятие конституции и учреждение Конституционного суда для предотвращения непрекращающегося противодействия и взаимных обвинений между тремя ветвями власти - судебной, законодательной и исполнительной.
- Ограничение срока полномочий премьер-министра двумя сроками по 5 лет каждый. Соответственно,  необходимо изменить Закон о выборах: кнессет будет избираться на 5 лет.
- Законодательный запрет для депутата кнессета, которому предъявлено обвинительное заключение, баллотироваться в президенты или формировать правительство.
- Обязательная и публичная декларация доходов премьер-министра, министров и руководителей всех партий.
- Ограничение числа министерских должностей с тем, чтобы в любом будущем правительстве заседали максимум 21 министр (не считая главы правительства) и 7 заместителей министров.

### Отношения религии и государства
Партия ценит традиции Израиля и уважает еврейские ценности. Партия ничего не имеет против ортодоксального сектора и уважает его право жить в соответствии со своими убеждениями, но у него нет монополии на еврейство. Партия выступает против религиозного диктата в любом виде и против уклонения под прикрытием религии от выполнения гражданских и национальных обязанностей. Поэтому партия будет продвигать следующие шаги:
- Отмена пособий учащихся высших религиозных учебных заведений. Все ученики будут финансировать свою учебу за счет собственных средств, как это делают студенты университетов.
- Запуск общественного транспорта по субботам между периферией и крупными городами.
- Открытие музеев и театров по субботам.
- Передача решения об использовании внутригородского общественного транспорта и об открытии бизнесов по субботам в ведение местных органов власти в соответствии с укладом жизни и предпочтениями населения в каждом из городов.
- Поддержка различных систем образования – при условии преподавания основных предметов в полном объеме.
- Передача гиюров в ведение городских раввинов.
- Гражданские браки для всех пар, желающих вступить в брак.
- Государство Израиль не позволит повторных проверок еврейства тех, кто был признан евреем и репатриировался на основании Закона о возвращении. Государство также не позволит внесения скрытых меток или кодов в запись о национальности в удостоверениях личности.

Борьба за гражданские браки
В соответствии со своими обещаниями перед избирателями, партия НДИ сделала ряд шагов для проведения закона о Гражданском брачном союзе.
В Израиле проведение таких браков связано с трудностями, так как в стране, для всех религиозных концессий, возможны только религиозные браки.
Проблема возникла для некоторого числа репатриантов из бывшего СССР. Согласно иудаизму, только человек, чья мать еврейка или прошедший гиюр, считается евреем. Молодожёны, один из которых или оба не являются евреем по религиозным законам, не могут бракосочетаться в Израиле, но могут это сделать за границей.
2007 год (Кнессет 17-го созыва)
Партия НДИ (Давид Ротем) предложила закон о гражданском брачном союзе, но при голосовании, состоявшемся в феврале 2018 года, Кнессет провалил этот закон (против голосовали партии Кадима, Авода, ШАС, МЕРЕЦ, Ликуд)
2009 год (Кнессет 18-го созыва)
В июне 2009 года в Кнессете состоялось голосование в первом чтении о гражданских браках, предложенный депутатами Шломо Мула и Робертом Тивьяевым от оппозиционной партии «Кадима»
Закон не прошёл. Депутаты от НДИ проголосовали против закона партии Кадима, точно также, как и партия Кадима проголосовала против закона НДИ, поданного Давидом Ротемом в Кнессете 17-го созыва.
Выступивший на заседании министр юстиции Яаков Неэман заявил, что правительство занимается разработкой собственного законопроекта о гражданских союзах.
По словам депутата от партии «Ликуд» Зеэва Элькина, который в Кнессете 17-го созыва представлял партию «Кадима», закон поднятый на рассмотрение это просто политический трюк. Закон о гражданских браках в прошлой каденции Кнессета, поддержали лишь три депутата от «Кадимы» — сам Зеэв Элькин и его коллеги по партии Марина Солодкина и Михаил Нудельман, при этом руководство партии «Кадима» тогда требовало от своих депутатов голосовать против.
Через 2 недели после этого был подан проект о Гражданском брачном союзе министром юстиции Яаковом Неэманом.
Законопроект был подготовлен на основании коалиционных соглашений и договоренностей с партией ШАС и главным раввинатом. Автором законопроекта был депутат Давид Ротем «Наш дом Израиль».
Яаков Неэман отмечает, что этот законопроект является частью коалиционного соглашения между партией «Ликуд» и партией «Наш дом Израиль», и он позволяет людям, не являющимся евреями по Галахе, регистрировать брак в Израиле
.
2010 (Кнессет 18-го созыва)
15 марта 2010 года, по инициативе партии, кнессет принял закон о Гражданском брачном союзе.
Согласно принятому закону, право зарегистрировать Гражданский брачный союз, у гражданского регистратора, получают лишь мужчина и женщина, ни один из которых не относится ни к одной из признаваемых Государством Израиль религиозных общин и числящимся в базе данных МВД как «не имеющие вероисповедания».

### Региональные соглашения и внешняя политика
Партия считает, что конфликт между Государством Израиль и его соседями является не территориальным, а комбинированным конфликтом, который развивается в трех плоскостях: арабские государства — палестинцы — израильские арабы.
Конфликт с нашими арабскими соседями начался ещё до создания государства и задолго до 1967 года, когда Иордания и Египет ещё управляли Иудеей, Самарией и сектором Газы, а в стране не было ни одного еврейского поселения. эти области. По мнению партии региональные договоренности должны достигаться по следующей схеме:
- Урегулирование с палестинцами должно стать частью всеобъемлющей договоренности, которая будет включать мирные соглашения с арабскими государствами и обмен территориями, на которых компактно проживают израильские арабы. Здесь важно четко заявить, что ни один арабский гражданин не будет выселен из своего дома. Все продолжат жить в том же месте в своем доме, нет никаких намерений лишать кого-либо имущества или земли. Единственное, что сдвинется – это граница, и в этом коренное отличие этой модели урегулирования от идеи трансфера, сформулированной в трудах Берла Каценельсона.

Нет смысла добиваться соглашения только с палестинцами, так как это не решит проблемы лояльности израильских арабов, не принесет политической и экономической выгоды от связей с арабскими странами и не приведет к прекращению конфликта между Израилем и арабским миром. Только комплексная пакетная сделка принесет желаемый результат. Такая договоренность возможна, потому что сегодня уже многие понимают, что палестинский вопрос не является главной проблемой региона или причиной беспорядков на Ближнем Востоке. Об этом свидетельствуют события «арабской весны» в Тунисе, Ливии, Египте, Сирии, Ираке, Йемене и других странах. Даже умеренные арабские государства осознают это и видят, что угроза для них - не Государство Израиль и не сионизм, а экстремистские исламские организации, такие как ИГИЛ, «Фронт Ан-Нусра», «Братья-мусульмане», ХАМАС, «Исламский джихад», «Хизбалла» и другие. Таким образом, сегодня впервые создалась возможность достичь всеобъемлющей договоренности на разумных и приемлемых для Израиля условиях.
О внешней политике. 
- В последнем отчете Государственного контролера (2020 г.) говорится: «Внешнеполитическая система Израиля находится в структурно-функциональном кризисе. Деятельность государства на мировой арене в десятках сфер осуществляется примерно через 40 правительственных органов в децентрализованным образом, зачастую параллельно и пересекая полномочия МИДа, без стратегического видения, без общего централизованного управления и при отсутствии полной картины и представления о международной деятельности Израиля. При этом сам МИД находится в глубоком бюджетном кризисе, который в 2019 году существенно повредил его работе. Такое положение дел не позволяет максимальным образом использовать возможности для продвижения интересов Израиля на международной арене». Поэтому необходимо значительно укрепить министерство иностранных дел и вернуть полномочия, которые позволят ему функционировать в качестве центрального и единственного органа, определяющего направленность международных отношений Израиля.
- Поиск дополнительных возможностей влияния на международной арене и налаживание системы связей с рядом стран Африки, Латинской Америки, Восточной Европы и Центральной Азии. Наши отношения с этими странами обладают большим экономическим и политическим потенциалом, и поэтому в их развитие необходимо вложить значительные усилия, в дополнение к стратегическому сотрудничеству с США, традиционным связям со странами ЕС и наметившемуся в последние годы улучшению отношений с Россией и Китаем.

### Государство Израиль и арабское меньшинство
Основой наших отношений с арабским меньшинством в Государстве Израиль является Декларация независимости. Мы ожидаем, что израильские арабы проявят лояльность к стране, в которой они живут.
- Мы не приемлем опасных проявлений экстремизма среди депутатов кнессета от арабских партий, которые занимаются подстрекательством против государства, в парламенте которого они работают. Необходимо снабдить систему судопроизводства соответствующим законодательством, которое предусмотрит наказание, служащее фактором сдерживания в случаях подстрекательств против государства, контактах с врагами Израиля и противодействия основополагающим принципам сионистского государства. Это законодательство также должно предотвратить повторение случаев, подобных тому, когда Верховный суд отменил решение Центральной избирательной комиссии, удовлетворившей иск НДИ против участия партии БАЛАД в выборах в кнессет.
- Зеэв Жаботинский описал качества нового израильского еврея, свободного от оков изгнания, уверенного в том, что сионизм является исторической справедливостью, убежденного в своей принадлежности к Эрец-Исраэль и своих правах на нее: «гений щедрый и жестокий». Это означает, что живущее с нами нееврейское меньшинство, которое отождествляет себя с государством и вносит вклад в его строительство, должно получить и полное уважение, и полные права. С теми, кто, живя среди нас, действует против нас, нужно бороться до конца

### Внутренняя безопасность
Внутренняя безопасность государства — необходимая составляющая личного чувства безопасности граждан. Это также важно для стабильности и процветания экономики. Для достижения этих целей партия будет продвигать следующие меры:
- Осуществление политики «нулевой терпимости» к преступности и терроризму на националистической почве. Приоритеты – борьба с криминалом, включая организованную преступность, сельскохозяйственную преступность, наркотики, насилие и коррупция в обществе, захват государственных земель и незаконное строительство.
- Реализация программ по предотвращению домашнего насилия и убийства женщин
- Особое внимание — двум вопросам, в которых ситуация ухудшается день ото дня: рост насилия в арабском секторе и потеря контроля в Негеве. Эти проблемы требует создания специального массива, включающего особые подразделения полиции, систему обвинения и судов, специализирующихся на рассмотрении вышеуказанных вопросов, со своими ресурсами, подходящими по объему и качеству для решения этих двух сложных задач.

### Образование
В последние годы мы стали свидетелями значительного снижения качества израильского образования и потери стремления к академическим достижениям, что может негативно повлиять на ВВП в будущем. Чтобы подготовить молодое поколение к вызовам будущего, система образования должна быть адаптирована к потребностям XXI века. Мы с нетерпением ждем появления нового поколения выдающихся ученых, лидеров науки и новаторских исследователей. Для достижения этих целей партия будет действовать на следующих уровнях:
- Стимулирование – следует поощрять учителей точных наук, преподающих в 10 – 12 классах, выпускников университетов со степенью магистра по соответствующим предметам.
- Качество образования — необходимо прилагать усилия для создания престижа достижений в учебе и равных минимальных условий образования по всей стране, сводя к минимуму разницу в образовательных услугах из-за социально-экономических причин или места проживания.
- Закон о бесплатном образовании должен распространиться на всех детей начиная с трехмесячного возраста и ввести продленные группы до 17:00 для детей с двумя работающими родителями, которые служили в ЦАХАЛе или на альтернативной службе.
- Уменьшение количества учеников в классе.
- Акцент на еврейско-сионистском воспитании.
- Разработка качественных методов и инструментов дистанционного обучения в рамках системы формального образования.
- Предотвращение проникновения антиизраильского контента в систему образования — около половины израильских студентов-арабов, обучающихся за границей, являются студентами вузов Иордании и Палестинской автономии (Исламский колледж в Хевроне, Бир-Зейт, Ан-Наджах). Выпускники этих вузов составляют примерно четверть арабских учителей в израильской системе образования. Необходимо предотвратить проникновение антиизраильского контента из палестинской системы образования в израильскую. Выпускники зарубежных вузов должны пройти соответствующую адаптацию, чтобы преподавать в Израиле, и сдать экзамен по обществоведению, прежде чем они смогут интегрироваться в израильскую систему образования.
- Высшее образование, исследования и разработки – качество высшего образования является ключевым фактором обеспечения качественного превосходства Государства Израиль перед другими странами, но на 2020 год лишь Институт Вейцмана и Еврейский университет входят в число 100 лучших университетов мира, а рейтинг четырех из израильских вузов за последние годы упал (согласно списку 2000 лучших университетов CWUR). Кроме того, исследование Международного института IMD показало, что Государство Израиль хоть и занимает 3-е место в мире по государственным расходам на образование в процентах от ВВП, по качественным показателям образования его рейтинг снизился до 23 места. Мы будем стремиться улучшить положение вузов и значительно увеличить ассигнования на исследования.

### Алия и абсорбция
Партия рассматривает репатриацию в Израиль как стратегический актив для этой страны и важный и необходимый фактор в построении израильского государства и общества. С каждой волной алии наблюдался всплеск экономического роста. Кризис, вызванный пандемией коронавируса, ростом антисемитизма в мире, высоким уровнем ассимиляции создают возможность для новой алии и требуют от правительства Израиля подготовить общий план репатриации евреев из диаспоры, который будет включать:
- Создание подходящей инфраструктуры для интеграции 3,5 миллионов евреев в ближайшие десять лет, развитие сети ульпанов для изучения иврита, решение проблем жилья, профессиональной переподготовки и трудоустройства.
- Обеспечение доступности еврейско-сионистского воспитания на высоком уровне для каждого еврейского ребенка в диаспоре. Для этого необходимо создать образовательную сеть, направленную на укрепление связи с Израилем и чувства принадлежности к Государству Израиль у подрастающего поколения в диаспоре и на поощрение еврейско-сионистского образования. Эта сеть, качество обучения в которой будет очень высоким, должна субсидироваться из средств правительства и еврейского народа. Она станет центром притяжения для учащихся и их родителей и подготовит их к алие.
- Репатриация 3,5 миллионов евреев диаспоры в течение десятилетия поспособствует тому, что еврейское население в Израиле, наряду с естественным приростом, достигнет более 10 миллионов человек. Треть репатриантов поселится в Галилее и треть в Негеве.

### Здравоохранение
Партия стремится значительно укрепить систему общественного здравоохранения, которая способна предоставлять современные, качественные и доступные медицинские услуги каждому гражданину, независимо от его социально-экономического положения и места проживания. Это требует:
- Строительство четырех новых больниц: одной на юге страны, одной на севере и двух в центре.
- Увеличение количества коек в государственных больницах и развитие системы здравоохранения с акцентом на периферию.
- Увеличение количества ставок врачей и медсестер с акцентом на периферию.
- Развитие инновационных амбулаторных медицинских услуг и современной профилактической медицины.
- Регулярное пополнение корзины лекарств с постоянным положительным коэффициентом, что предотвратит общественные кампании давления со стороны пациентов.
- Увеличение бюджета здравоохранения и подготовка к таким кризисам, как войны и эпидемии.

### Социальная политика
Принципы, которые связывают государство и благополучие его граждан, можно найти в статье Зеева Жаботинского «Социальное освобождение». Вот цитата: "Я представляю, что то, что мы называем основными потребностями каждого человека — то, за что ему приходится бороться сейчас, искать работу и беспокоиться … когда он не находит работу — состоит из пяти вещей: еда, покой, одежда, возможности воспитывать детей и лечение в случае болезни.
Государство стремится проводить эту политику, и тем более в отношении социально более слабых слоев населения, посредством следующих шагов:
- Обеспечение минимального дохода для людей пенсионного возраста, живущим исключительно за счет пособия по обеспечению прожиточного минимума и пособия по старости – до 70% от минимальной заработной платы на рынке.
- Повышение пособия для людей с ограниченными возможностями, имеющих максимальную степень инвалидности, до уровня минимальной заработной платы на рынке.
- Увеличение фонда государственного жилья и строительство примерно тысячи единиц жилья в год в рамках пятилетнего плана по социальному жилью для репатриантов и выживших в Холокосте.
- Повышение заработной платы социальных работников и медперсонала и улучшение условий их занятости.

### Охрана окружающей среды
Партия признаёт исключительную важность заботы об окружающей среде и защиты экосистем от вреда и разрушения путем поддержания в них правильного баланса. Мы будем действовать на благо здоровой окружающей среды следующим образом:
- Большее распространение вторичной переработки и широкое внедрение в экономику биоразлагаемых материалов.
- Запуск национального проекта по спасению Мертвого моря — национального достояния, которое нам нельзя потерять. Следует изучить старые идеи наряду с новыми.
- Обеспечение по возможности быстрого перехода к экономике, основанной на возобновляемых источниках энергии, путем стимулирования частных потребителей и местных властей производить солнечную энергии и использовать общественные ресурсы для установки солнечных панелей (например, на крышах общественных зданий). Переход на возобновляемые источники энергии будет осуществляться за счет смягчения регуляции в различных министерствах и стимулирования технологического развития через Управление по инновациям.
- Сокращение использования личного транспорта и продвижение использования общественного транспорта по субботам. Мы — за улучшение окружающей среды, к которому приведет сокращение поездок на частных транспортных средствах, расширение велосипедных и пешеходных маршрутов, выдача льгот за отказ от личного автомобиля и перехода на карпулинг, развитие общественного транспорта и внедрение немоторизованных транспортных средств.

## Формирования партийного избирательного списка. Обвинения в недемократизме
В отличие от большинства других светских партий Израиля, партия не проводит праймериз (внутрипартийного голосования, определяющего предвыборный список). Вместо этого список «формирует партийная комиссия».

## Партия на выборах в Кнессет
| Выборы        | Лидер            | Голосов                          | %                                | Мест      | +/– | Отношение к власти     |
| ------------- | ---------------- | -------------------------------- | -------------------------------- | --------- | --- | ---------------------- |
| 1999          | Авигдор Либерман | 86,153                           | 2.6 (#13)                        | 4 из 120  | ▲4  | Оппозиция              |
| 2003          | Авигдор Либерман | В составе Национального единства | В составе Национального единства | 3 из 120  | ▼ 1 | В коалиции             |
| 2006          | Авигдор Либерман | 281,880                          | 8.99 (#5)                        | 11 из 120 | ▲ 8 | В коалиции             |
| 2009          | Авигдор Либерман | 394,577                          | 11.70 (#3)                       | 15 из 120 | ▲ 4 | В коалиции             |
| 2013          | Авигдор Либерман | C Ликудом                        | C Ликудом                        | 13 из 120 | ▼ 2 | В коалиции             |
| 2015          | Авигдор Либерман | 214,906                          | 5.11 (#8)                        | 6 из 120  | ▼ 7 | Оппозиция (2015–2016)  |
| 2015          | Авигдор Либерман | 214,906                          | 5.11 (#8)                        | 6 из 120  | ▼ 7 | В коалиции (2016–2018) |
| 2015          | Авигдор Либерман | 214,906                          | 5.11 (#8)                        | 6 из 120  | ▼ 7 | Оппозиция (2018–2019)  |
| Апрель 2019   | Авигдор Либерман | 173,004                          | 4.01 (#7)                        | 5 из 120  | ▼ 1 | Досрочные выборы       |
| Сентябрь 2019 | Авигдор Либерман | 310,154                          | 6.99 (#5)                        | 8 из 120  | ▲ 3 | Досрочные выборы       |
| 2020          | Авигдор Либерман | 263,365                          | 5.74 (#7)                        | 7 из 120  | ▼ 1 | Оппозиция              |
| 2021          | Авигдор Либерман | 248,370                          | 5.63 (#8)                        | 7 из 120  | ▬   | В коалиции             |
| 2022          | Авигдор Либерман | 213,655                          | 4.49 (#7)                        | 6 из 120  | ▼ 1 | Оппозиция              |

### Парламентские выборы в Израиле (2013)
25 октября 2012 года Ликуд и НДИ договорились идти на выборы совместным списком
Обе партии выступают единым списком, но не единой партией. Каждая из них сохраняет свою идеологию и свои приоритеты. По мнению Либермана, НДИ не просто сохраняет свою структуру и программу, но существенно усиливает свои позиции, получая возможность определять политику страны наравне с партией Ликуд. НДИ, в рамках договоренностей с Ликудом, получает два ключевых министерства: министерство строительства и МВД. Будет сохранено за НДИ и министерство абсорбции. По мнению руководства партии, располагая столь мощными ресурсами, обладая доминирующими позициями в правительстве, НДИ сможет решать наиболее острые и болезненные проблемы, связанные с социальным жильём и статусом десятков тысяч выходцев из бывшего Советского Союза.

### Выборы 2015 года
В преддверии выборов НДИ оказался в центре коррупционного скандала. В результате следствия, которое велось более года, был задержан, а за тем отпущен 31 человек. Среди допрошенных — замглава МВД Фаина Киршенбаум, бывший министр туризма Стас Мисежников и другие высокопоставленные члены партии.
В результате выборов в кнессет в 2015 году за НДИ проголосовали (по предварительным подсчётам) 5,17 % голосов, и, таким образом, получил 6 мандатов.

## Депутаты от партии в составе кнессета

### Депутаты в кнессете 17-го созыва
1. Авигдор Либерман
2. Исраэль Хасон
3. Йосеф Шагал
4. Эстерина Тартман
5. Стас Мисежников
6. Софа Ландвер
7. Ицхак Ааронович
8. Роберт Илатов
9. Алекс Миллер
10. Лия Шемтов
11. Давид Ротем

### Депутаты вкнессете 18-го созыва
1. Авигдор Либерман — министр иностранных дел
2. Узи Ландау — министр инфраструктуры
3. Стас Мисежников — министр туризма
4. Ицхак Ааронович — министр внутренней безопасности
5. Софа Ландвер — министр абсорбции
6. Орли Леви-Абукасис
7. Дани Аялон — заместитель министра иностранных дел
8. Давид Ротем
9. Анастасия Михаэли
10. Фаина Киршенбаум
11. Роберт Илатов
12. Хамед Амар
13. Моше Маталон
14. Лия Шемтов
15. Алекс Миллер

### Депутаты в кнессете 19-го созыва
1. Авигдор Либерман
2. Яир Шамир
3. Узи Ландау
4. Ицхак Ааронович
5. Софа Ландвер
6. Орли Леви-Абукасис
7. Давид Ротем
8. Фаина Киршенбаум
9. Роберт Илатов
10. Хамед Амар
11. Шимон Охайон
12. Литинецкий, Леонид (Леон) 05.11.2014 — 31.03.2015

### Депутаты в кнессете 20-го созыва
1. Авигдор Либерман вышел из состава Кнессета в соответствии с «норвежским законом» (как министр) 1 июня 2016 года → Юлия Малиновская
2. Орли Леви → в мае 2016, во время переговоров о присоединении партии к правящей коалиции, объявила о своём выходе из НДИ. 15 марта 2017 года исключена из фракции[19][20][21].
3. Софа Ландвер
4. Илан Шохат → решил остаться мэром города Цфат и не принимать присягу члена Кнессета → Роберт Илатов
5. Шарон Галь[22] ушёл в отставку из Кнессета 2 сентября 2015 года → Одед Форер[23]
6. Хамед Амар

Окончательный состав
1. Софа Ландвер — министр алии и интеграции
2. Роберт Илатов — председатель фракции
3. Хамед Амар
4. Одед Форер
5. Юлия Малиновская

### Депутаты в кнессете 21-го созыва
1. Авигдор Либерман
2. Одед Форер
3. Евгений Сова
4. Авидар, Эли
5. Малиновская, Юлия

### Депутаты в кнессете 22-го созыва
1. Авигдор Либерман
2. Одед Форер
3. Евгений Сова
4. Авидар, Эли
5. Малиновская, Юлия
6. Хамед Амар
7. Алекс Кушнир
8. Ифраимов, Марк

### Депутаты в кнессете 23-го созыва
1. Авигдор Либерман
2. Одед Форер
3. Евгений Сова
4. Авидар, Эли
5. Малиновская, Юлия
6. Хамед Амар
7. Алекс Кушнир

### Депутаты в кнессете 24-го созыва
- Авигдор Либерман — Министр финансов, его сменила депутат Элина Бардач-Ялова - 10-е место в списке партии.
- Одед Форер — Министр сельского хозяйства, его сменила депутат Лимор Маген-Телем - 9-е место в списке партии.
- Евгений Сова
- Эли Авидар
- Юлия Малиновская
- Хамед Амар — Министр в министерстве финансов, его сменил депутат Йосеф Шайн - 8-е место в списке партии.
- Алекс Кушнир

### Депутаты в кнессете 25-го созыва
1. Авигдор Либерман
2. Одед Форер
3. Евгений Сова
4. Шарон Нир
5. Малиновская, Юлия
6. Хамед Амар